# Ankarcrona
Ankarcrona är en svensk adelsätt.
Ankarcronas äldste kände stamfader är Christoffer Jakobsson (död 1667), som enligt viss tradition hade flytt från Böhmen på 1600-talet på grund av religionsförföljelse och bosatt sig i Ronneby i Sverige som handelsman. 
Hans son Theodor Christophers upptog faderns yrke i Ronneby, men tvingades av Karl XI att flytta över till Karlskrona i samband med stadens grundläggning. Han var 1689–1709 kyrkoråd och kyrkvärd i Tyska församlingen i Karlskrona, och drev förutom handelsrörelsen ett eget skeppsvarv i Karlskrona. Brodern Jacob Christophers överflyttade till Amsterdam och drev ett handelshus där. Efter sin önskan begravdes han vid sin död 1710 i familjegraven i Ronneby.
En av de var Theodor Christophers (1687–1750), amiral och landshövding i Stockholms län, som adlades den 3 juli 1717 i Lund av Karl XII med namnet Ankarcrona. Den yngre brodern, premiärlöjtnanten vid Västgöta kavalleriregemente, Mattias Christophers (1694–1719) adlades den 27 december 1717 med sin brors namn. 
Bröderna introducerades 1719 under nummer 1534. Mattias Ankarcrona skall ha avlidit redan 1719 och slöt själv då sin gren. Theodor Ankarcrona slöt själv sin gren och därmed hela ätten den 2 november 1750.

## Jakob Christophers Ankarcrona
Jakob Christophers (1693–1755) var ytterligare en sonson till stamfadern Christopher Jacobsson. Han var handlare och bruksidkare i Karlskrona. Vidare grundade han    en linne- och bomullsfabrik, ett tobaksspinneri samt ett sockerraffinaderi, stärkelsebruk och såpsjuderi i Ronneby. Han tjänstgjorde även som assessor i Kommerskollegium.
Det nämndes att han hade fått tidigare löfte från Fredrik I om en adlig sköld och att han skulle få uppta samma namn och vapen som  sina bröder, vilka avlidit utan bröstarvingar.  
När kung Adolf Fredrik första gången ankom till Sverige skall han ha övernattat hos Jacob Christophers. Enligt Carl Tersmeden skall Lovisa Ulrika av Preussen – direkt efter sin ankomst till Sverige och Karlskrona – sänts till Jacob Christophers hus, som ställts i ordning för henne.
Jacob Christophers adlades den 22 november 1751 på Stockholms slott av Adolf Fredrik och fick sitt löfte infriat genom att ta samma namn och vapen som sina äldre avlidna bröder under det nya numret 1965. 
Jacob Christophers hade tre söner:
- Theodor (1718–1785), assessor
- Conrad Vilhelm (1733–1809), stabskornett vid Norra skånska kavalleriregementet sedermera major
- Fredrik Christian (1734–1817), brukspatron

Sönerna introducerades den 7 juli 1756 under nr 1965. Theodor slöt själv sin ättegren den 27 november 1785 liksom Fredrik Christian den 6 december 1817.

## Blasonering
| ”                               | En Skiöld igenom ett Silfwer Bande, fördelt i Twenne Delar; Warandes det öfra Fältet Blått, och det andra Rödt. Uti hwardera Fältet lyser en Gyllende Crona. Rundt omkring Skiölden löper en Bord af Guld. Ofwanpå Skiölden är en öppen TornerHielm, hwaruppå står ett gÿllende Ankar emellan Twenne Swenska CronFlaggor, samt en Engelsk och Fransösk Flagga. Krantsen och Löfwärket är af Guld, Silfwer, Blått och Rödt, aldeles som detta Wapn med sina rätta färgor härhos finnes afmålat. | „ |
| – Sköldebrevet i original, RHA. | |   |

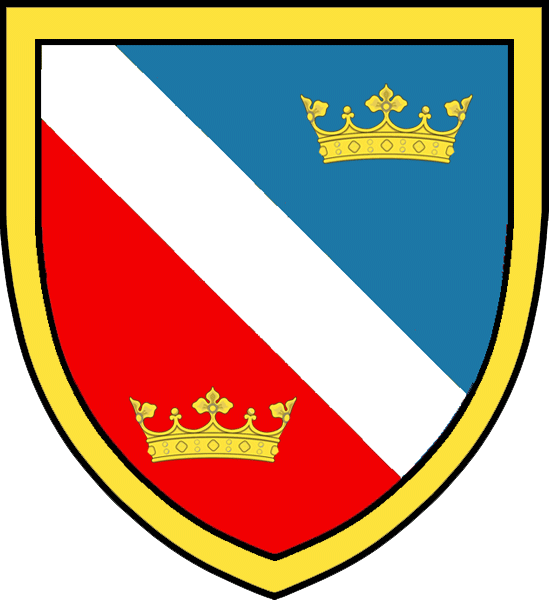
Sköldmärke

## Medlemmar av släkten Ankarcrona
- Theodor Ankarcrona (1687–1750), amiral, vetenskapsman och landshövding
- Jakob Christoffers Ankarcrona (1693–1755), industriidkare
- Johanna Margareta Ankarcrona (1788–1835), konstnärinna
- Theodor Vilhelm Ankarcrona (1794–1865), militär och hovman
- Victor Ankarcrona (1823–1912), överhovjägmästare
- Alexis Ankarcrona (1825–1901), konstnär och militär
- Johan Ankarcrona (1826–1884), sjömilitär
- Axel Ankarcrona (1828–1908), militär
- Herman Reinhold Ankarcrona (1829–1892), sjömilitär och ämbetsman
- Henric Ankarcrona (1831–1917), militär och målare
- Emil Ankarcrona (1833–1893), brukspatron
- Carl Ankarcrona (1847–1927), militär
- Sten Ankarcrona (1861–1936), sjömilitär
- Gustaf Ankarcrona (1869–1933), konstnär och hembygdsforskare
- Hugo Ankarcrona (1873–1957), militär
- Anna Ankarcrona (1886–1935), konstnär
- Alice Habsburg-Ankarcrona (1889–1985), prinsessa, soldat och författare
- Nils Ankarcrona Ryttmästare, en av Sveriges främsta prishoppnings-ryttare under 1940-talet,
- Sten-Sture Ankarcrona (1906–1971), militär
- Gustaf Ankarcrona (född 1937), militär

## Egendomar
- Runsa slott